# 1984 في كوريا الشمالية
فيما يلي قوائم الأحداث التي وقعت خلال عام 1984 في كوريا الشمالية.

## رياضة
- 1 يناير – ألعاب الصداقة

## مواليد

### يناير
- 8 يناير – كم جونغ أون القائد الأعلى الثالث لكوريا الشمالية.

### أبريل
- 11 أبريل – كيم سونغ جوك ملاكم كوري شمالي.

### أكتوبر
- 16 أكتوبر – كم ميونغ غل لاعب كرة قدم كوري شمالي.[1]

## وفيات

### مايو
- 29 مايو – كيم سونغ غان (مواليد 1912)